# Faraday Lectureship Prize
Il Faraday Lectureship Prize (Premio per la docenza Faraday in italiano), conosciuto anche semplicemente come Faraday Lectureship, è un premio assegnato dalla Royal Society of Chemistry ogni tre anni per contributi eccezionali nella chimica fisica o teorica   Il premio fu assegnato per la prima volta nel 1869 ed è intitolato a Michael Faraday.

## Vincitori
- 1869 – Jean Baptiste Dumas
- 1872 – Stanislao Cannizzaro
- 1875 – August Wilhelm von Hofmann
- 1879 – Charles-Adolphe Wurtz
- 1881 – Hermann von Helmholtz
- 1889 – Dmitri Mendeleev
- 1895 – Lord Rayleigh
- 1904 – Wilhelm Ostwald
- 1907 – Hermann Emil Fischer
- 1911 – Theodore William Richards
- 1914 – Svante Arrhenius
- 1924 – Robert Millikan
- 1927 – Richard Martin Willstätter
- 1930 – Niels Bohr
- 1933 – P. Debye
- 1936 – Ernest Rutherford
- 1939 – Irving Langmuir
- 1947 – Robert Robinson
- 1950 – George de Hevesy
- 1953 – Cyril Norman Hinshelwood
- 1956 – Otto Hahn
- 1958 – Leopold Ružička
- 1961 – Christopher Ingold
- 1965 – Ronald Norrish
- 1968 – Charles Coulson
- 1970 – Gerhard Herzberg
- 1974 – Frederick Dainton
- 1977 – Manfred Eigen
- 1980 – George Porter
- 1983 – John Shipley Rowlinson
- 1986 – Alan Carrington
- 1989 – John Meurig Thomas
- 1992 – Yuan T. Lee
- 1995 – William Klemperer
- 1998 – Amyand David Buckingham
- 2001 – Richard Zare
- 2004 – Alexander Pines
- 2007 – Gerhard Ertl
- 2010 - John Polanyi
- 2012 - Richard Saykally
- 2014 - Michel Che
- 2016 - Graham Fleming
- 2018 - Graham Hutchings
- 2020 - Richard Catlow